# معركة سورفيتش
معركة سورفيتش هي معركة وقعت بين 22-24 أكتوبر 1912م في أمينتايو باليونان وتشكل جزء من حروب البلقان . بين قوات الدولة العثمانية والقوات اليونانية ،انتهت المعركة بانتصار العثمانيون . وتعد هذه المعركة من النجاحات القليلة للعثمانيون في حرب البلقان الأولى .